# Puerto Esmeralda
Puerto Esmeralda är en ort i Mexiko.   Den ligger i kommunen Coatzacoalcos och delstaten Veracruz, i den sydöstra delen av landet, 500 km öster om huvudstaden Mexico City. Puerto Esmeralda ligger 16 meter över havet och antalet invånare är 3 826.
Terrängen runt Puerto Esmeralda är mycket platt. Havet är nära Puerto Esmeralda norrut. Runt Puerto Esmeralda är det tätbefolkat, med 427 invånare per kvadratkilometer. Närmaste större samhälle är Coatzacoalcos, 8,1 km öster om Puerto Esmeralda. Omgivningarna runt Puerto Esmeralda är en mosaik av jordbruksmark och naturlig växtlighet.